# Place de la Concorde
De Place de la Concorde ("Eendrachtsplein") is een monumentaal plein in het centrum van de Franse hoofdstad Parijs, gelegen in het 8e arrondissement op de rechteroever (Rive Droite) van de Seine. Het plein beslaat ruim acht hectare en is daarmee het grootste plein van de stad. Samen met de Place Dauphine, de Place des Vosges, de Place des Victoires en de Place Vendôme is het een van de vijf koninklijke pleinen van Parijs. Het is in deze reeks het laatste plein dat tot stand kwam.
De Place de la Concorde is onderdeel van de Axe historique, een historische zichtas in het westelijk deel van Parijs. Midden op het plein staat de Obelisk van Luxor, een herkenningsteken dat van verre is te zien. Het plein is hoofdzakelijk ingericht als verkeersplein, hoewel er vergevorderde plannen bestaan om daar verandering in te brengen.

## Geschiedenis

### Ontwerp en aanleg
Architect Ange-Jacques Gabriel ontwierp het plein in 1755 in de vorm van een open achthoek. Het werd toen genoemd naar de Franse koning Lodewijk XV. Zijn ruiterstandbeeld stond in het midden. Tijdens de Franse Revolutie werd het plein omgedoopt tot Place de la Révolution en het ruiterstandbeeld van Lodewijk XV werd vernield en vervangen door een beeld van de Vrijheid. Op het plein werd tevens een guillotine geplaatst. Vlak voor haar halsrechting zou Madame Roland tegen het beeld hebben geroepen: "O vrijheid, wat een misdaden begaat men in uw naam!".

### Franse Revolutie
Tijdens de Franse Revolutie werden op het plein 1119 executies met de guillotine voltrokken. De eerste was die van koning Lodewijk XVI op 21 januari 1793. Vervolgens stond het 'scheermes van de revolutie' elders, om op het hoogtepunt van de Terreur, van 11 mei 1793 tot 8 juni 1794, terug te keren naar de Place de la Révolution. In die periode werden koningin Marie Antoinette en Madame du Barry er onthoofd, maar ook revolutionaire leiders als Danton, Camille en Lucile Desmoulins, Philippe-Égalité, Lavoisier en Olympe de Gouges. Na de Thermidoriaanse Reactie werd de guillotine op 28 juli teruggebracht naar de Place de la Révolution voor de berechting van Robespierre, Saint-Just, Couthon en 104 andere "samenzweerders". Het volgende jaar, in 1795, besliste de Nationale Conventie op haar laatste dag om het plein in een sfeer van verzoening om te dopen tot Place de la Concorde.

### Na de revolutie
Het plein was in de ogen van de Franse regeringen moeilijk in te richten. Wat moest er nu midden op dit grote lege plein staan? Wat kon de 'moord' op de koning en het bloedvergieten doen vergeten? In 1836 vond men een oplossing en kreeg het plein nog meer grandeur door de plaatsing van een 23 meter hoge obelisk uit Luxor. De obelisk was een geschenk van Mohammed Ali, onderkoning van Egypte, na bemiddeling van Jean-François Champollion. Het duurde twee jaar vooraleer het 227 ton wegende gevaarte in Parijs aankwam. Het nam nog eens drie jaar in beslag vooraleer hij recht stond. Jacques-Ignace Hittorff, de hoofdarchitect van het plein in deze periode, liet aan de noord- en zuidzijde van de obelisk grote, door hemzelf ontworpen fonteinen plaatsen.
Vanaf de Place de la Concorde vertrekken traditioneel de parades die elk jaar op Quatorze Juillet (14 juli), de Franse nationale feestdag, op de Avenue des Champs-Élysées worden gehouden. Op 14 juli 1989 herdachten een miljoen mensen, inclusief vele wereldleiders, de toen twee eeuwen oude Revolutie.
In februari 2024 keurde de gemeenteraad van Parijs het project goed om de oostelijke helft van de Place de la Concorde autovrij te maken, en de openbare ruimte in dit deel voor te behouden aan voetgangers en fietsers.

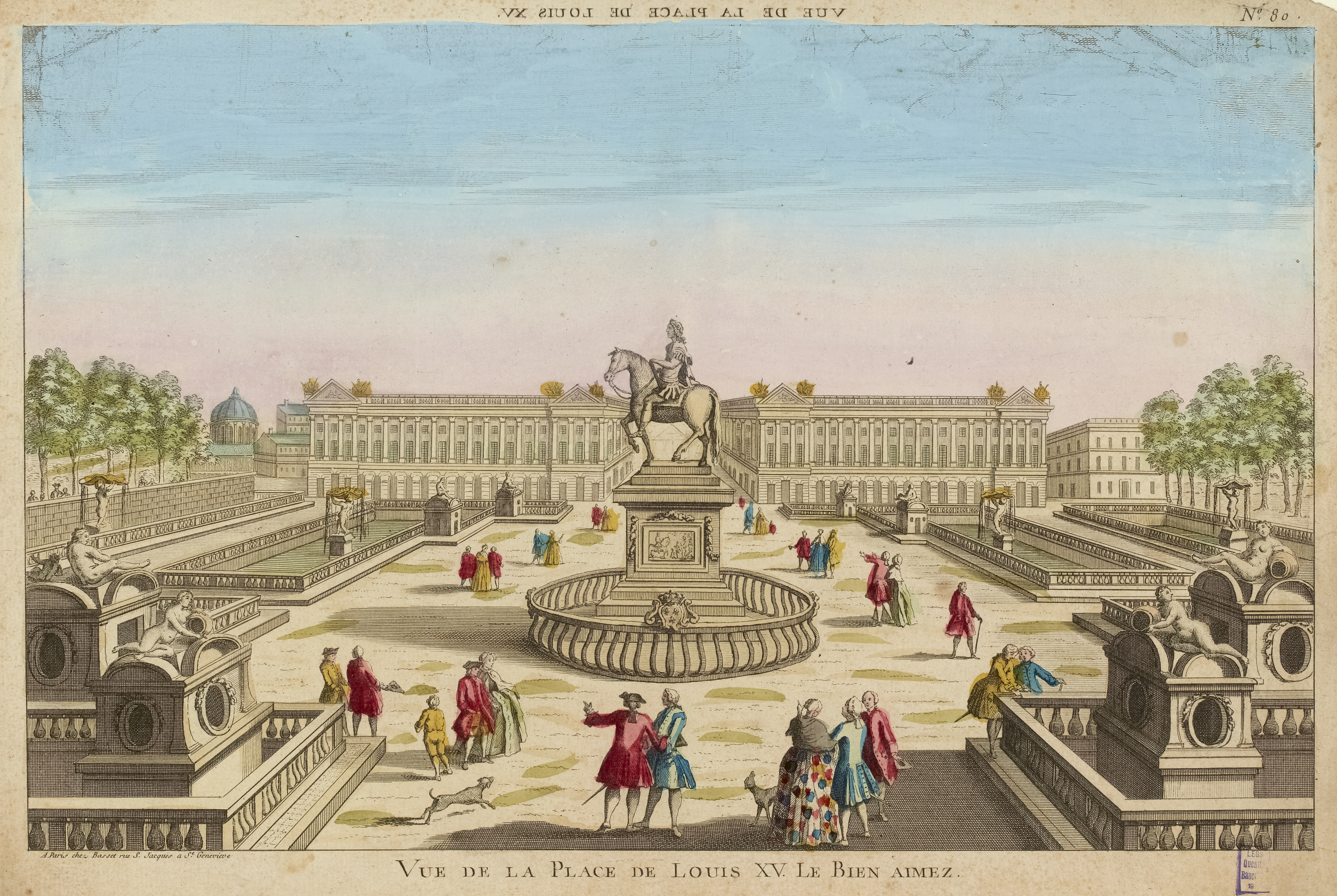
Place Louis XV, gezicht naar het oosten (anoniem, ca. 1770)
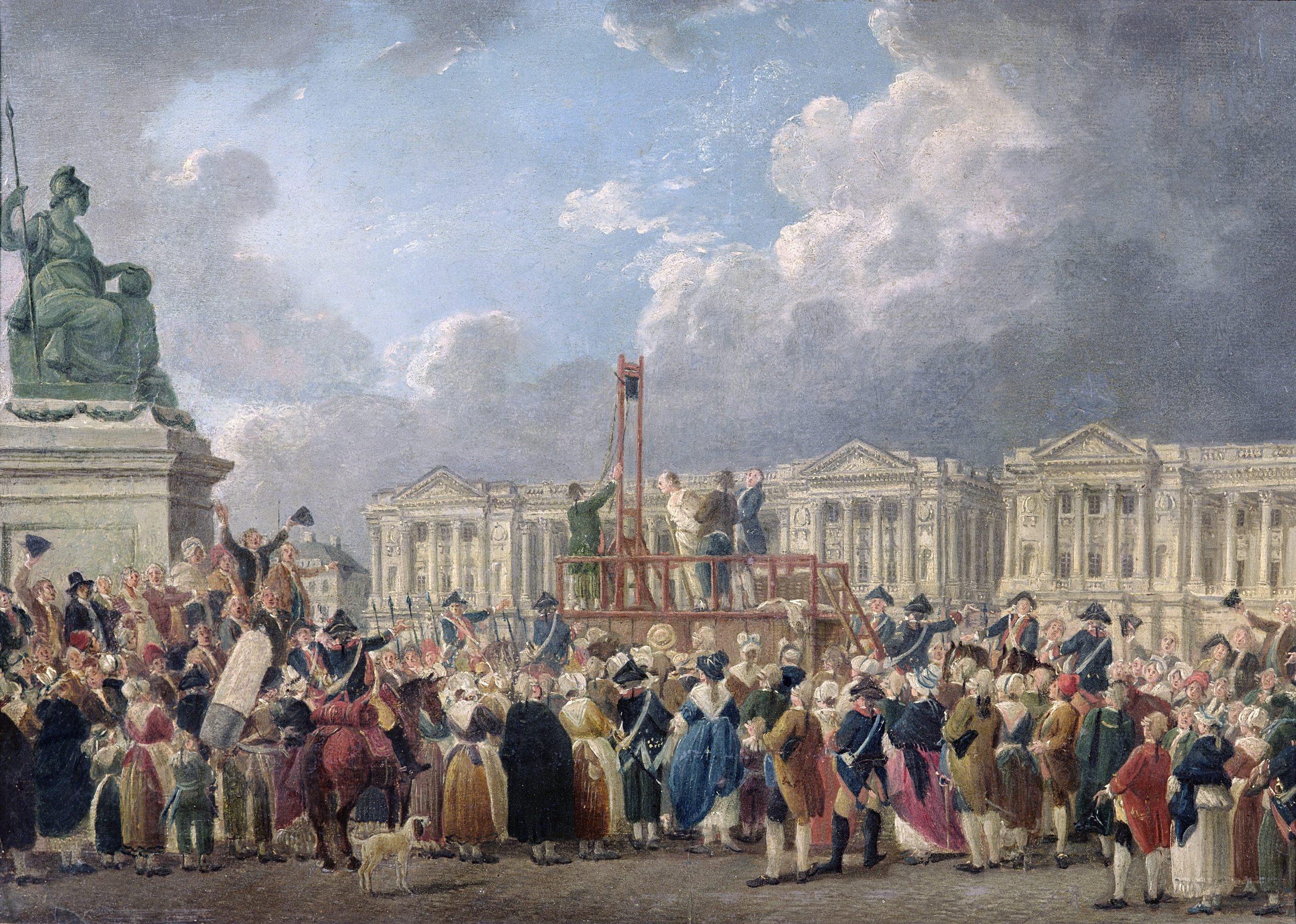
Executie op de Place de la Révolution (P.-A. Demachy, ca. 1793)
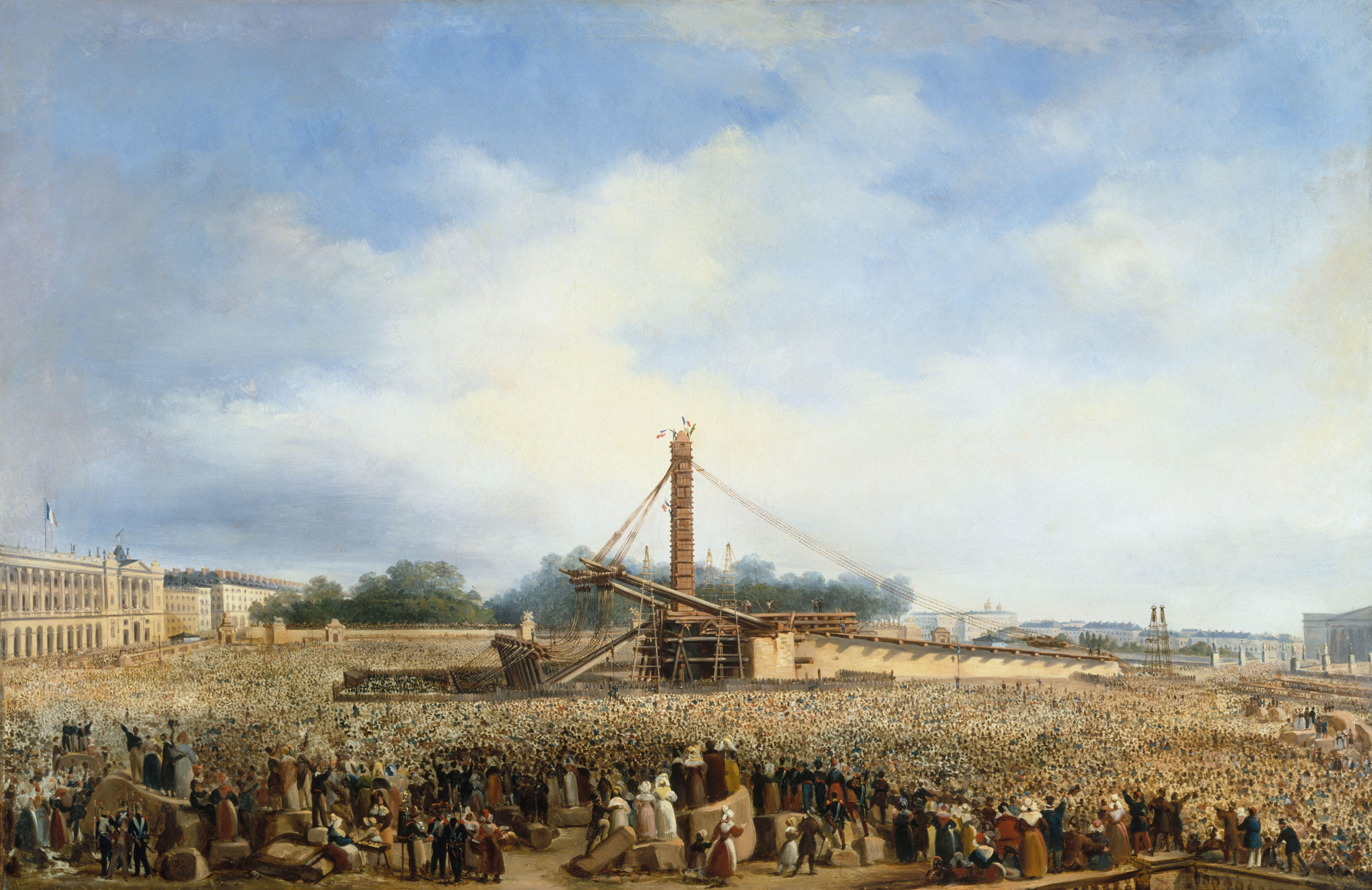
Oprichting van de Obelisk van Luxor (F. Dubois, 1836)
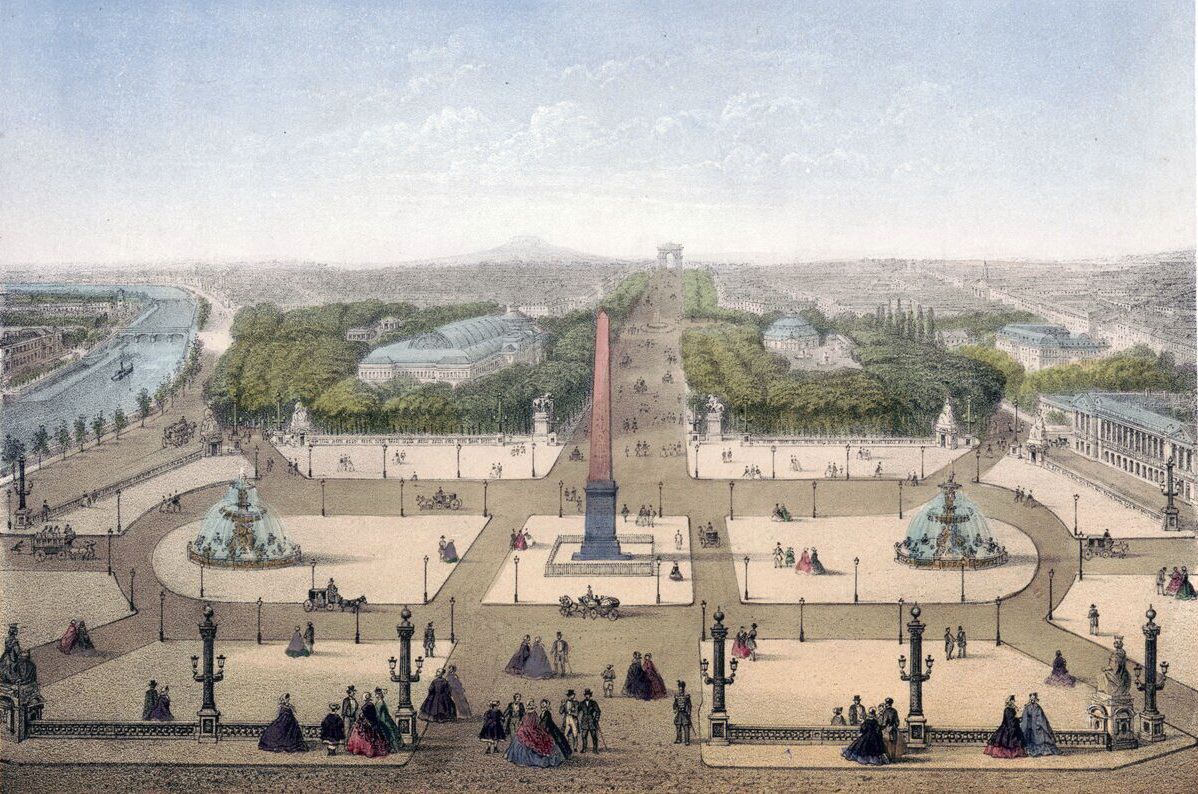
Place de la Concorde, gezicht naar het westen (Ch. Rivière, ca. 1875)
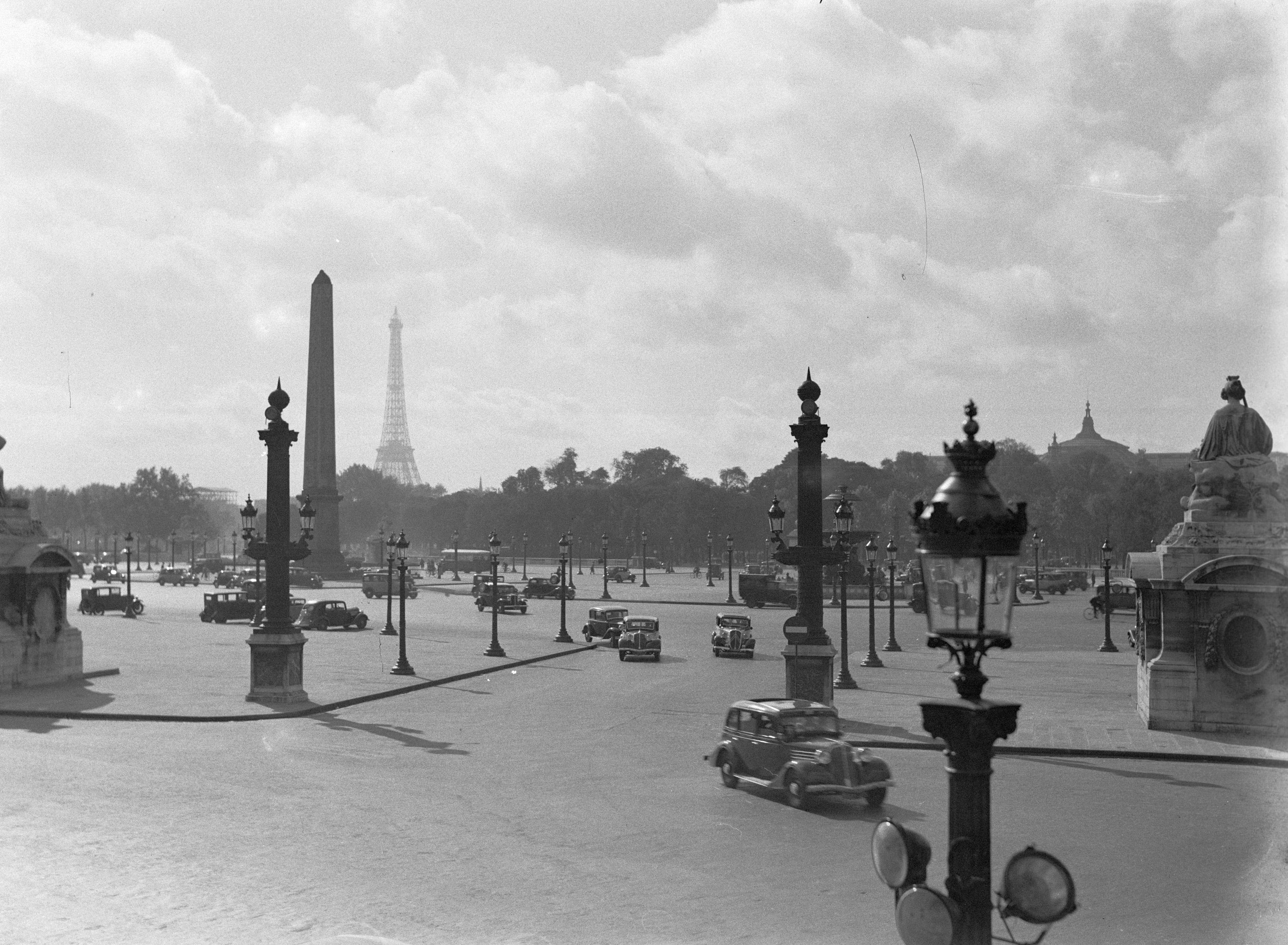
Het plein met nog vrij rustig autoverkeer (1935)

## Beschrijving

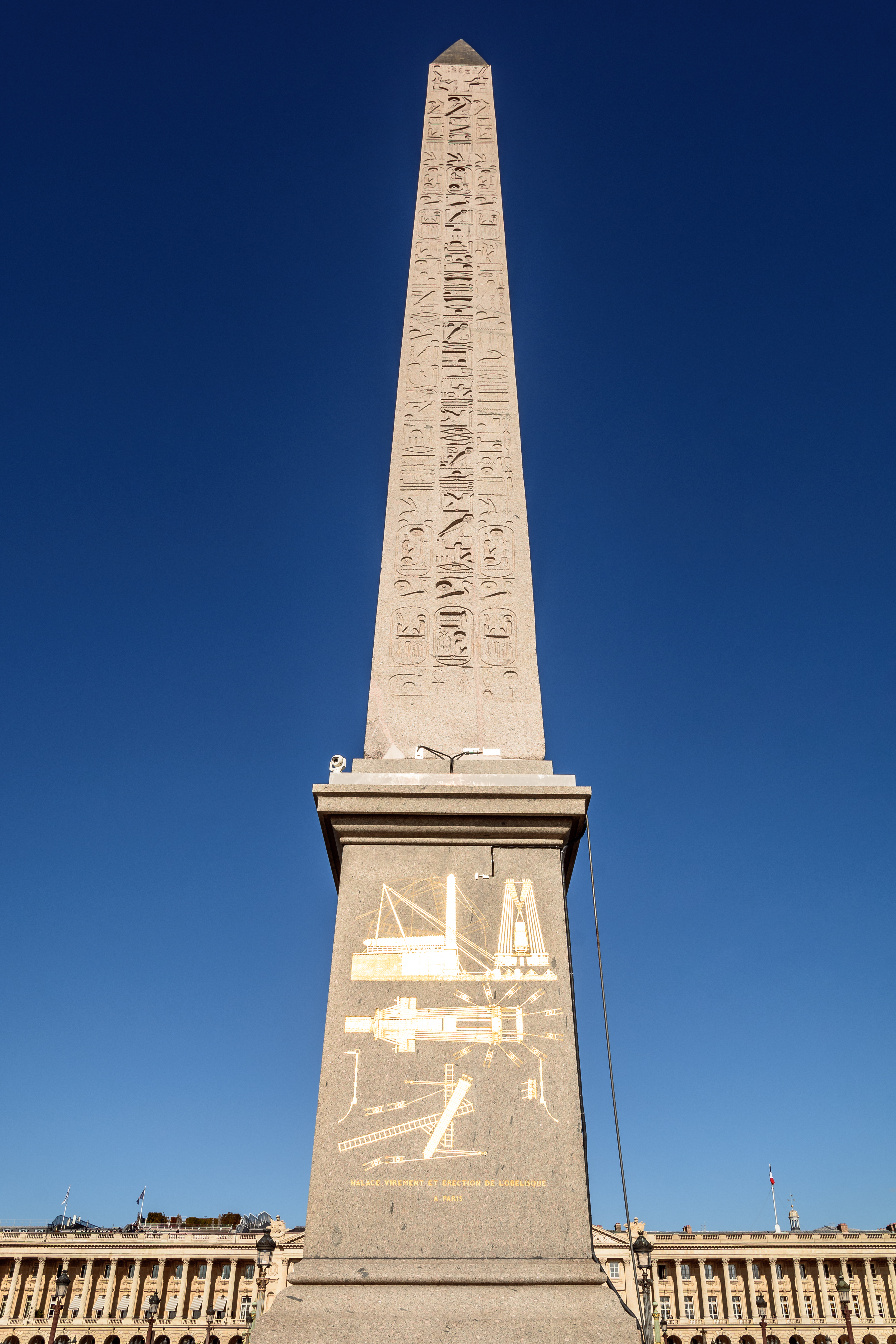
De Obelisk van Luxor in 2024

### Obelisk van Luxor
De 23 meter hoge en 227 ton wegende obelisk van farao Ramses II uit Luxor dateert uit ca. 1250 v.Chr. en stond ooit voor de Luxortempel als onderdeel van een paar. De andere obelisk, die iets hoger is, bevindt zich nog in Egypte. De Parijse obelisk bevat hiërogliefen over Ramses II, Amon-Ra en Horus. De sokkel bevat fraaie tekeningen van de speciaal gebouwde boot die de obelisk naar Frankrijk vervoerde en de wijze waarop de obelisk in 1836 weer rechtop werd gezet. De spitse top van de obelisk was al in de Late Periode (6e eeuw v.Chr.) verdwenen. In 1998 besloot de Franse regering de naald van een nieuwe, piramidevormige top te voorzien. Deze is 3,5 meter hoog en gemaakt van een plaatmetalen legering van brons en goud. De obelisk doet dienst als gnomon voor een reusachtige zonnewijzer. Op het plein zijn lijnen gemarkeerd waarop de schaduw van de punt van de obelisk het uur en de datum aangeven. De Obelisk van Luxor (Frans: Obélisque de Louxor) is sinds 1936 geclassificeerd als monument historique.

### Fonteinen, beeldhouwwerk, bebouwing
Twee fonteinen flankeren de obelisk: aan de noordzijde de Fontaine des Fleuves en aan de zuidzijde de Fontaine des Mers. De fonteinen zijn omstreeks 1836 ontworpen door Jacques-Ignace Hittorff. Ze bestaan elk uit twee niveaus, een bassin van hardsteen en daarboven een grote bronzen schaal, waarbij waterstralen van het ene niveau naar het andere spuiten. Het hardstenen bassin bevat zes beelden van tritons en naiaden die waterspuitende vissen vasthouden. Rondom de bronzen schaal zitten zes allegorische figuren met hun voeten in bootjes. Een niveau hoger staan vier beelden die kunsten of ambachten voorstellen.
Op elke hoek van het achthoekige plein staat een allegorisch standbeeld dat een van de grote steden van Frankrijk representeert: Rijsel, Straatsburg, Lyon, Marseille, Bordeaux, Nantes, Brest en Rouen. De Chevaux de Marly, twee marmeren beelden van steigerende paarden op hoge sokkels, zijn te vinden aan het begin van de Avenue des Champs-Élysées. De paarden die hier staan zijn kopieën; de echte bevinden zich in het Louvre. Bijzonder is ook het straatmeubilair, waaronder de imposante lantaarnpalen (réverbères) in empirestijl.
Van de monumentale bebouwing rond het plein kunnen genoemd worden (kloksgewijs vanuit het noorden):
- de min of meer identieke en symmetrisch geplaatste neoclassicistische gebouwen van het Hôtel de Crillon en het Hôtel de la Marine (ministerie van Marine) aan de noordzijde, met daartussen de Rue Royale en het zicht op de kerk La Madeleine;
- de entree naar de tuinen van de Tuilerieën, met ruiterstandbeeld van Pegasus en Pheme, en de Galerie nationale du Jeu de Paume aan de oostzijde;
- de Pont de la Concorde en de Seine aan de zuidzijde, met aan de overkant het Palais Bourbon, het Franse parlementsgebouw;
- de Chevaux de Marly aan de westzijde en het uitzicht op de Avenue des Champs-Élysées met onder andere de Arc de Triomphe en, iets naar links, het Petit Palais en het Grand Palais, gebouwd voor de Wereldtentoonstelling van 1900.

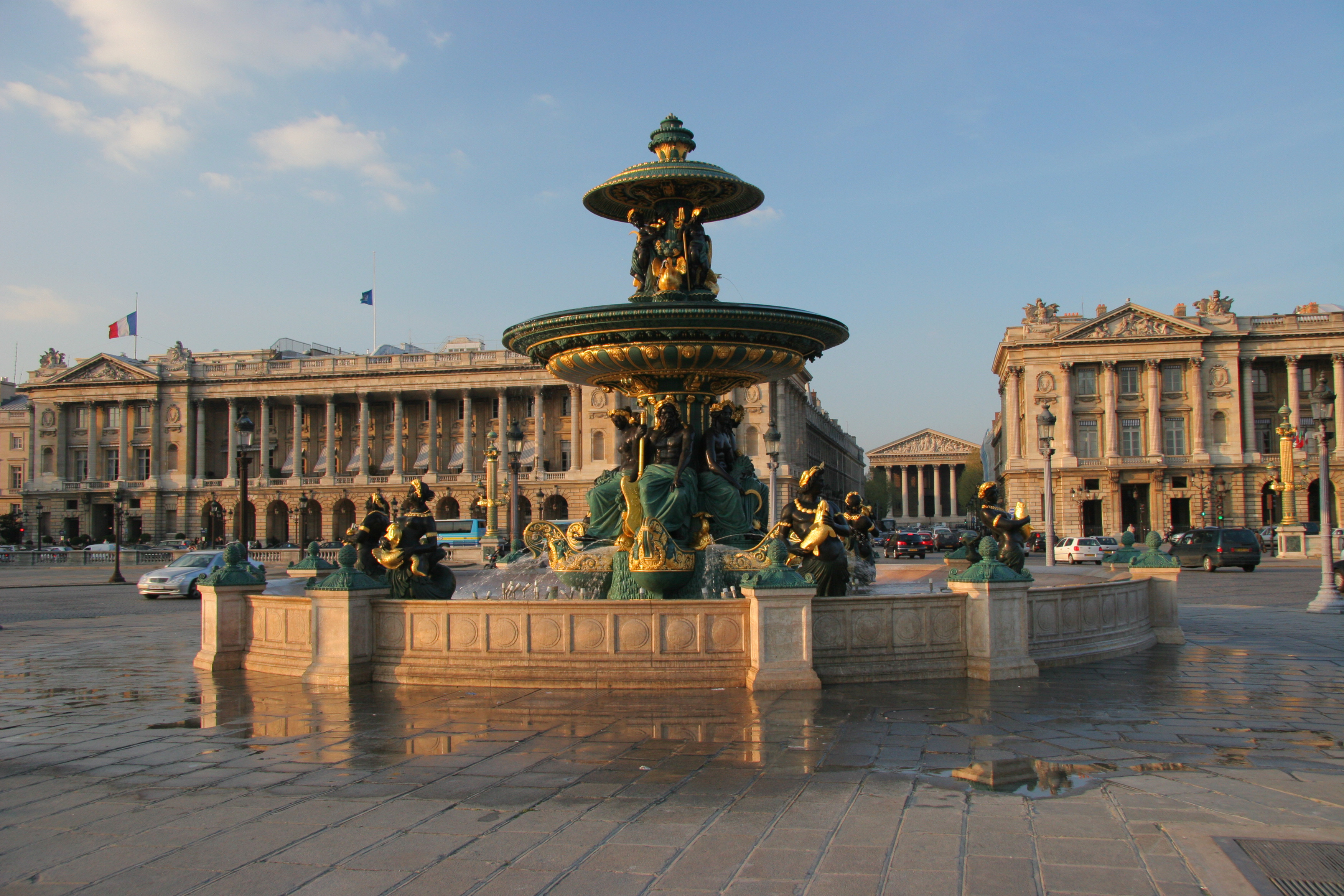
Fontaine des Fleuves, Hôtel de Crillon en Hôtel de la Marine
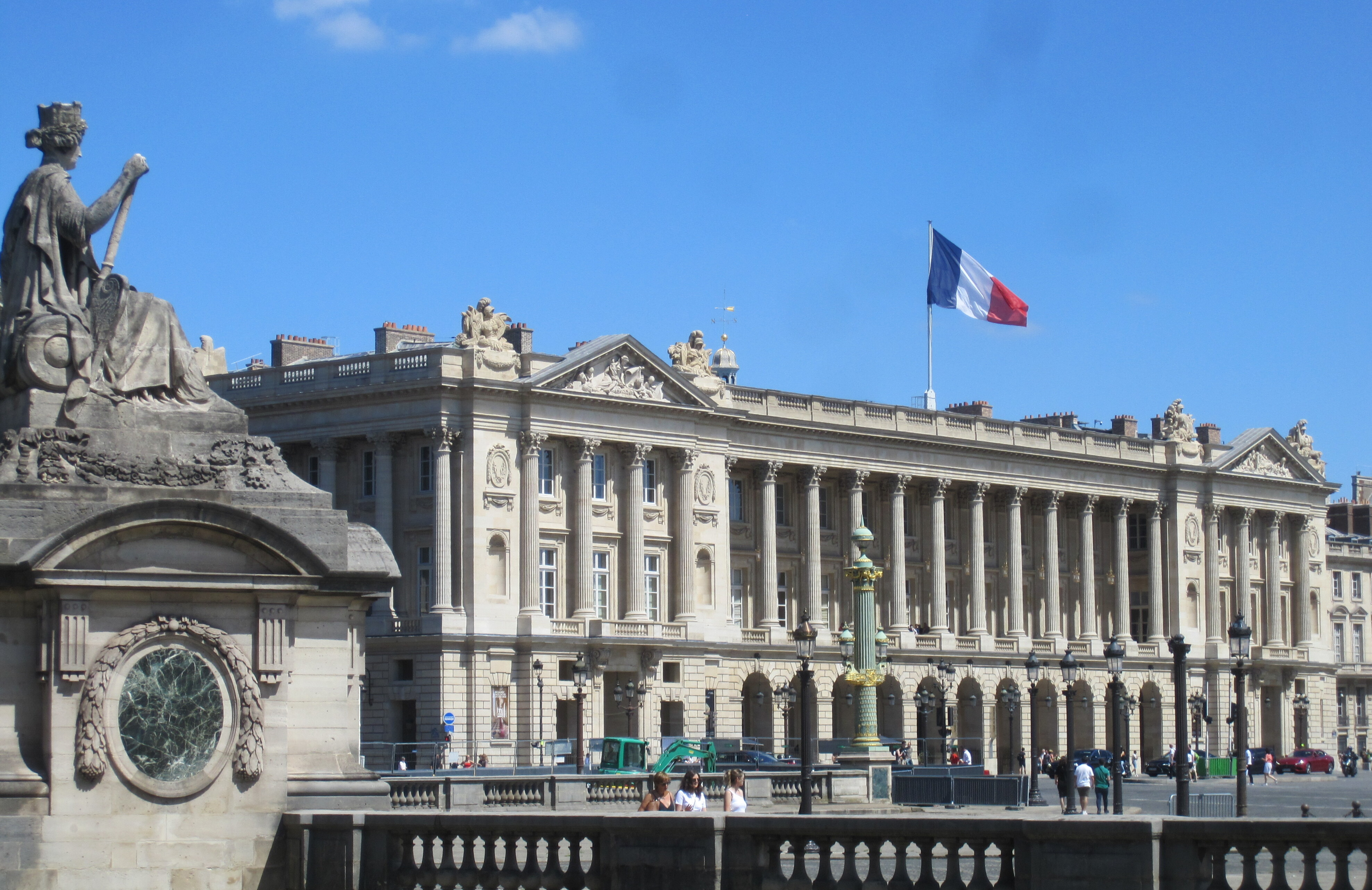
Standbeeld van de stad Brest en Hôtel de la Marine
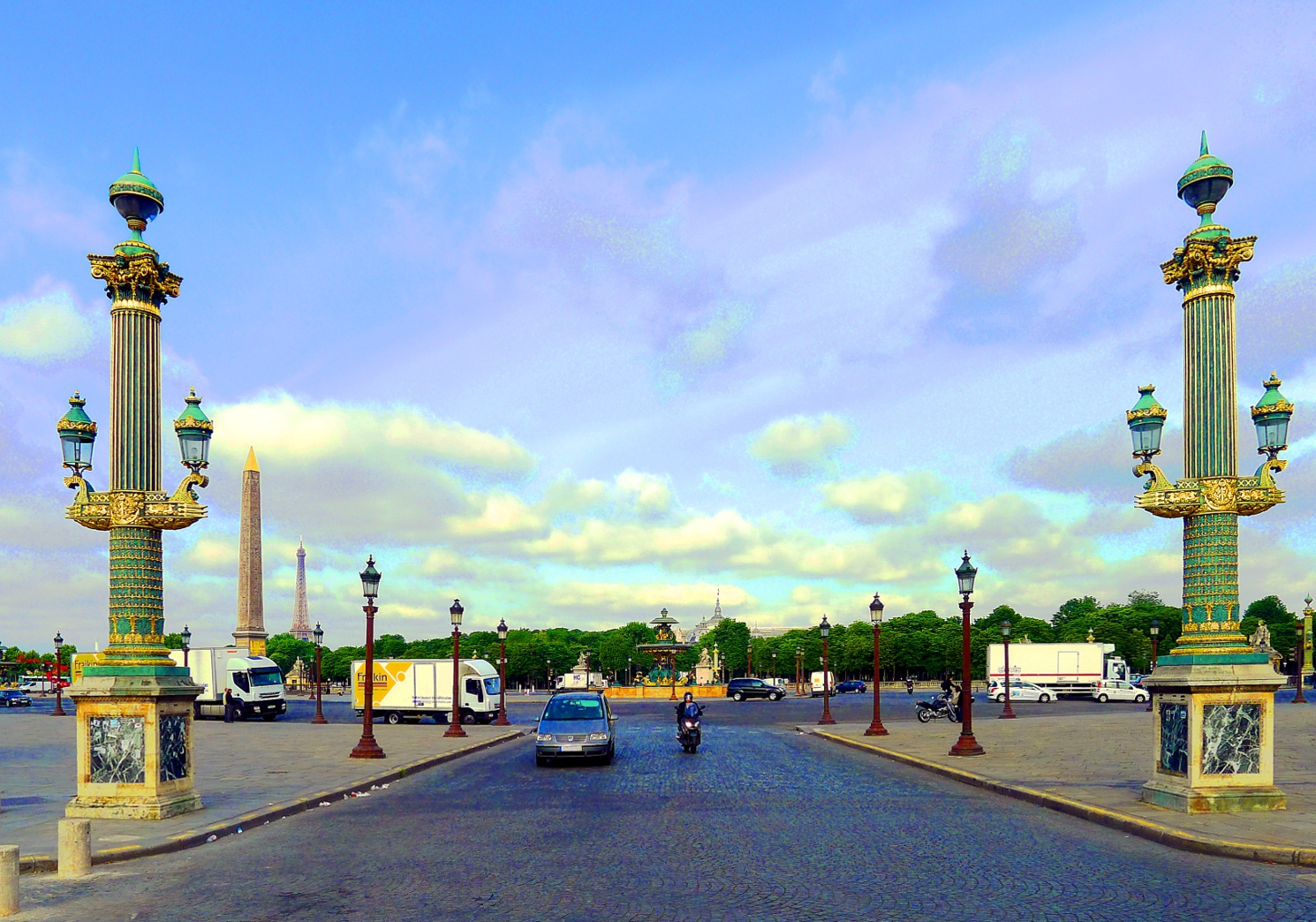
Twee réverbères bij de noordoostelijke entree
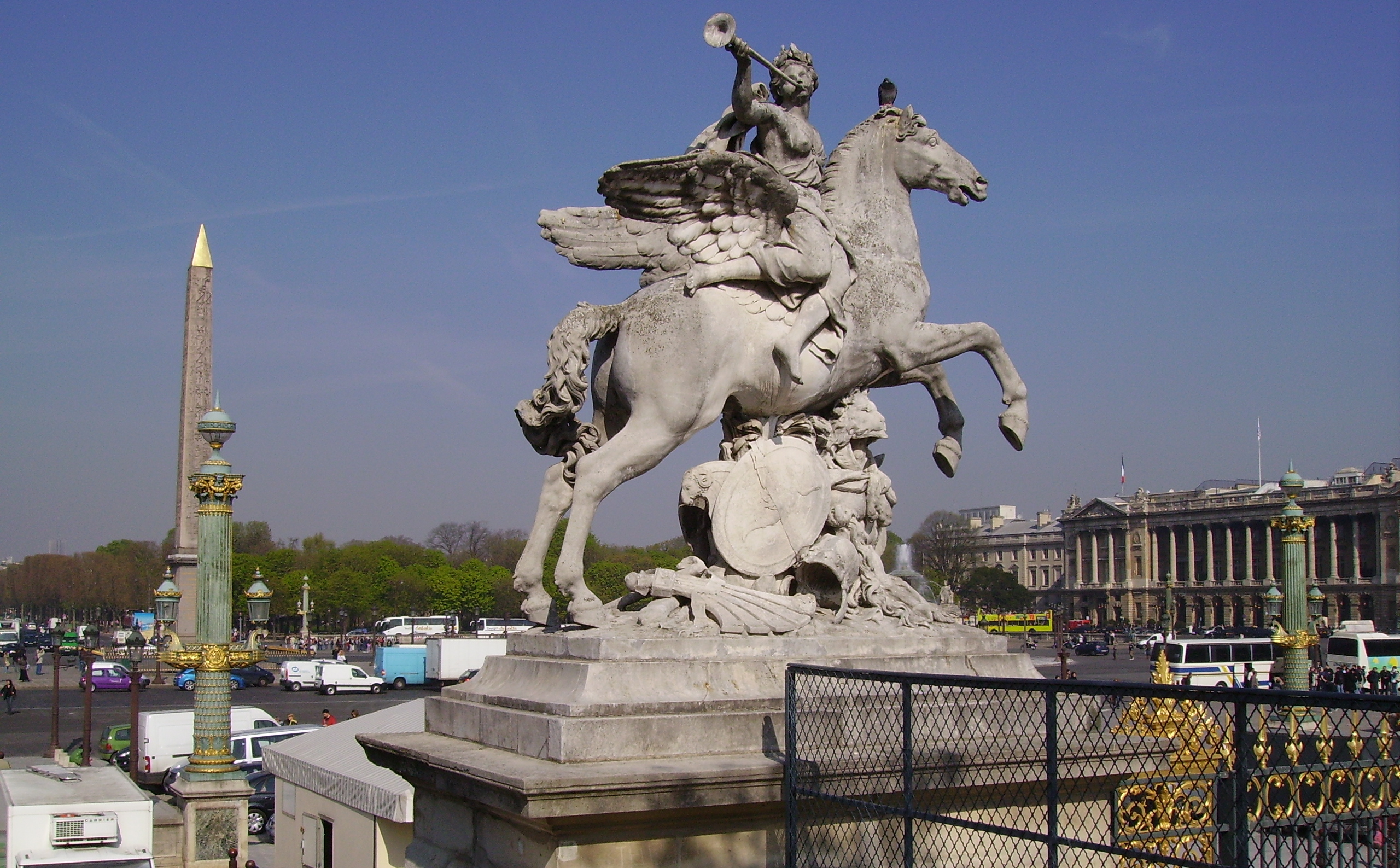
Ruiterstandbeeld Pegasus en Pheme bij de Tuilerieën-entree
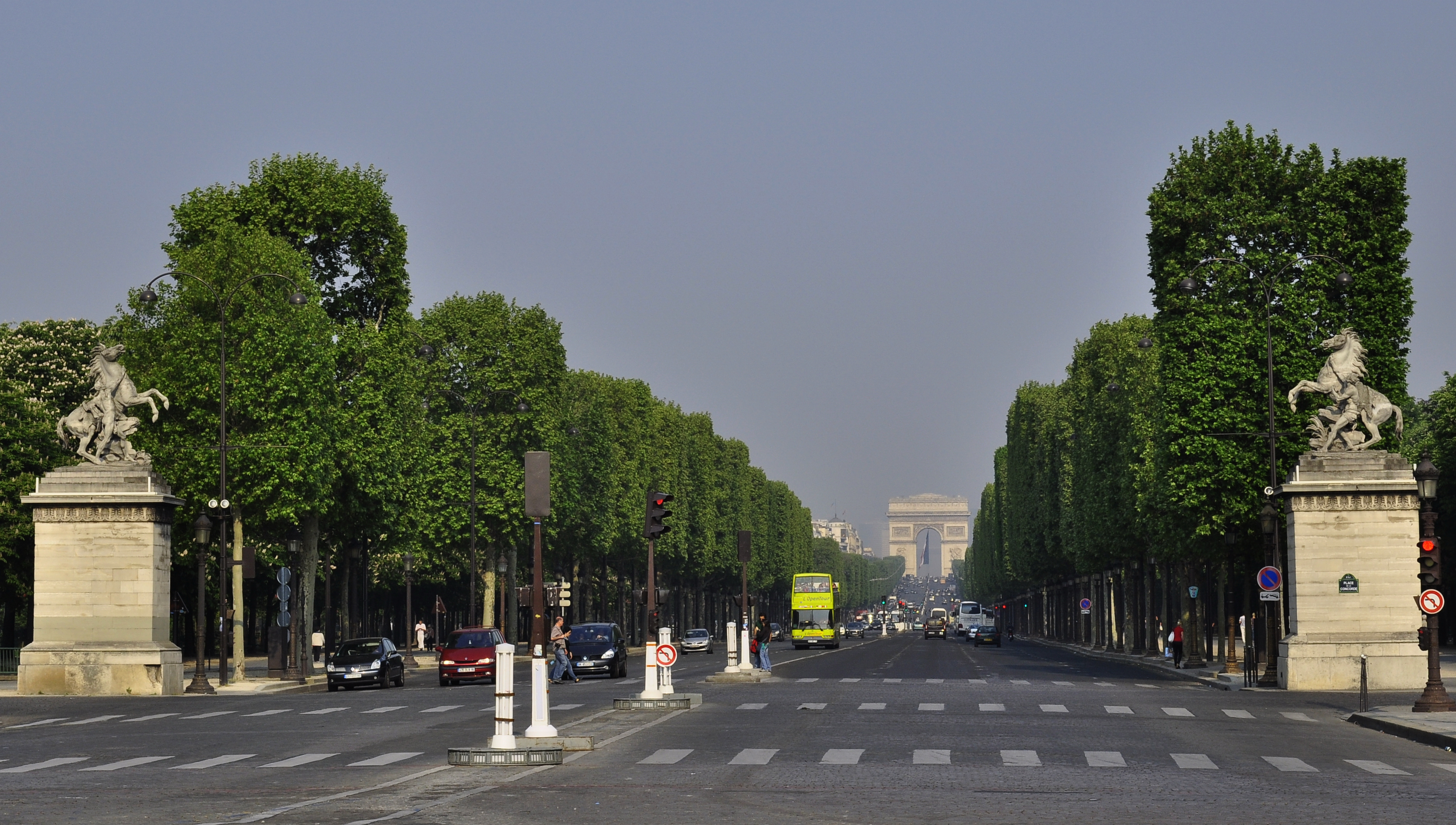
Chevaux de Marly aan het begin van de Champs-Élysées